# Luke Evangelista
Pour les articles homonymes, voir Evangelista.
Luke Evangelista (né le 21 février 2002 à Toronto dans la province de l'Ontario au Canada) est un joueur professionnel canadien de hockey sur glace. Il évolue au poste d'attaquant.

## Biographie
En 2018, il commence sa carrière junior dans la Ligue de hockey de l'Ontario avec les Knights de London. Il est choisi au deuxième tour, en 42e position par les Predators de Nashville lors du repêchage d'entrée dans la LNH 2020. Lors de la saison 2020-2021, il joue ses quatorze premiers matchs en professionnel dans la Ligue américaine de hockey avec les Wolves de Chicago, club-école des Predators de Nashville. Après une dernière saison en junior avec les Knights, il passe professionnel en 2022 dans la LAH avec les Admirals de Milwaukee.
Le 28 février 2023, il joue son premier match dans la Ligue nationale de hockey avec les Predators face aux Penguins de Pittsburgh. Le 2 mars 2023, il enregistre son premier point avec une assistance face aux Panthers de la Floride. Il marque ses deux premiers buts dans la LNH face aux Canucks de Vancouver le 6 mars 2023.

## Statistiques
| Saison     | Équipe                 | Ligue      |     | Saison régulière | Saison régulière | Saison régulière | Saison régulière | Saison régulière |   | Séries éliminatoires | Séries éliminatoires | Séries éliminatoires | Séries éliminatoires | Séries éliminatoires |
| Saison     | Équipe                 | Ligue      | PJ  | B                | A                | Pts              | Pun              | PJ               | B | A                    | Pts                  | Pun                  |                      |                      |
| 2018-2019  | Knights de London      | LHO        | 27  | 0                | 2                | 2                | 4                | -                | - | -                    | -                    | -                    |                      |                      |
| 2019-2020  | Knights de London      | LHO        | 62  | 23               | 38               | 61               | 12               | -                | - | -                    | -                    | -                    |                      |                      |
| 2020-2021  | Wolves de Chicago      | LAH        | 14  | 0                | 4                | 4                | 4                | -                | - | -                    | -                    | -                    |                      |                      |
| 2021-2022  | Knights de London      | LHO        | 62  | 55               | 56               | 111              | 48               | 7                | 2 | 4                    | 6                    | 0                    |                      |                      |
| 2022-2023  | Admirals de Milwaukee  | LAH        | 49  | 9                | 32               | 41               | 18               | 16               | 4 | 11                   | 15                   | 4                    |                      |                      |
| 2022-2023  | Predators de Nashville | LNH        | 24  | 7                | 8                | 15               | 6                | -                | - | -                    | -                    | -                    |                      |                      |
| 2023-2024  | Predators de Nashville | LNH        | 80  | 16               | 23               | 39               | 18               | 6                | 1 | 0                    | 1                    | 2                    |                      |                      |
| Totaux LNH | Totaux LNH             | Totaux LNH | 104 | 23               | 31               | 54               | 24               | 6                | 1 | 0                    | 1                    | 2                    |                      |                      |